# Nilsson
Nilsson ist ein schwedischer Familienname.

## Herkunft und Bedeutung
Der patronymische Name bedeutet „Sohn des Nils“ (schwedische Form von Nikolaus) und entspricht damit in Deutschland verbreiteten Namen wie Klasen, Klaasen, Claasen, Claassen und Claussen.

## Varianten
- Nielsson, Nielson
- Nilson
- Norwegisch: Nilssen, Nilsen
- Dänisch: Nielsen, Nielssen

## Namensträger
- ‚Herr Nilsson‘, Name des Affen in Astrid Lindgrens Märchen Pippi Langstrumpf
- Herr Nilsson, Berliner Band
- der US-amerikanische Musiker Harry Nilsson ist auch nur als ‚Nilsson‘ bekannt
- Nilsson Rocks, Felsvorsprünge im Mac-Robertson-Land, Antarktika

### A
- Ada Nilsson (1872–1964), schwedische Medizinerin und Frauenrechtlerin
- Åke Nilsson (Skirennläufer) (1927–1991), schwedischer Skirennläufer
- Åke Nilsson (Kanute) (1937–2005), schwedischer Kanute
- Åke Nilsson (Leichtathlet) (* 1945), schwedischer Speerwerfer
- Alexander Nilsson (Fußballspieler, 1990) (* 1990), schwedischer Fußballspieler
- Alexander Nilsson (Fußballspieler, 1992) (* 1992), schwedischer Fußballspieler
- Anders Nilsson (Stadtplaner) (1844–1936), schwedischer Offizier, Ingenieur, Stadtplaner und Politiker
- Anders Nilsson (Komponist) (* 1954), schwedischer Komponist
- Anders Nilsson (Regisseur) (* 1963), schwedischer Regisseur, Drehbuchautor und Filmproduzent
- Anders Nilsson (Triathlet) († 2000), schwedischer Triathlet
- Anders Nilsson (Eishockeyspieler, 1977) (* 1977), schwedischer Eishockeyspieler
- Anders Nilsson (Skirennläufer) (* 1980), schwedischer Skirennläufer
- Anders Nilsson (Eishockeyspieler, 1990) (* 1990), schwedischer Eishockeytorwart
- Andreas Nilsson (* 1990), schwedischer Handballspieler
- Anna Maria Nilsson, Geburtsname von Anna Maria Uusitalo (* 1983), schwedische Biathletin
- Anna Q. Nilsson (1888–1974), schwedische Schauspielerin
- Arne Nilsson, schwedischer Skispringer
- Arto Nilsson (1948–2019), finnischer Boxer
- August Nilsson (1872–1921), schwedischer Leichtathlet
- Axel-Herman Nilsson (1894–1989), schwedischer Skispringer und Nordischer Kombinierer

### B
- Bengt Nilsson (1934–2018), schwedischer Leichtathlet
- Bengt Nilsson (Radsportler) (* 1949 oder 1952), schwedischer Radrennfahrer
- Berit Nilsson, Geburtsname von Berit Olsson (1929–2015), schwedische Badmintonspielerin
- Bert Nilsson (1933/34–1954), schwedischer Kanute
- Bill Nilsson (1932–2013), schwedischer Motocrossfahrer und Motocross-Weltmeister
- Birgit Nilsson (1918–2005), schwedische Opernsängerin
- Björn Nilsson (* 1960), schwedischer Fußballspieler
- Bo Nilsson (Badminton) (* um 1935), schwedischer Badmintonspieler
- Bo Nilsson (Fußballspieler) (* 1944), schwedischer Fußballspieler und -trainer
- Bo Nilsson (Komponist) (1937–2018), schwedischer Komponist
- Bo Nilsson (Trompeter) (1940–2018), schwedischer Trompeter

### C
- Camilla Nilsson (Skirennläuferin) (* 1967), schwedische Skirennläuferin
- Camilla Nilsson (Volleyballspielerin) (* 1984), schwedische Beachvolleyballspielerin
- Carin Nilsson (1904–1999), schwedische Schwimmerin
- Cecilia Nilsson (Schauspielerin) (* 1957), schwedische Schauspielerin
- Charlotte Anna Jenny Nilsson (* 1974), schwedische Schlagersängerin, siehe Charlotte Perrelli
- Christine Nilsson (1843–1921), schwedische Sängerin
- Cornelia Nilsson (* 1992), schwedische Jazzmusikerin

### D
- David Nilsson (Leichtathlet) (* 1987), schwedischer Langstreckenläufer
- David Mitov Nilsson (* 1991), mazedonischer Fußballspieler
- David Wayne Nilsson (* 1969), australischer Baseballspieler, siehe Dave Nilsson
- Dennis Nilsson (* 1976), schwedischer Dartspieler
- Diethelm Müller-Nilsson (* 1929), deutscher Pianist und Hochschullehrer

### E
- Ebba Nilsson (Badminton) (* um 1930), schwedische Badmintonspielerin
- Ebba Tove Elsa Nilsson, eigentlicher Name von Tove Lo (* 1987), schwedische Musikerin
- Einar Nilsson (1891–1937), schwedischer Kugelstoßer, Diskuswerfer und Zehnkämpfer
- Emma Nilsson (* 1993), schwedische Biathletin
- Engla Nilsson (* 2005), schwedische Hochspringerin
- Erik Nilsson (1916–1995), schwedischer Fußballspieler
- Erik Nilsson (Musiker) (1935–2021), schwedischer Jazzmusiker
- Ernst Nilsson (1891–1971), schwedischer Ringer
- Evert Nilsson (1894–1973), schwedischer Zehnkämpfer

### F
- Folke Nilsson (1907–1980), schwedischer Radsportler
- Fredrik Nilsson (Tennisspieler) (* 1969), schwedischer Tennisspieler
- Fredrik Nilsson (Eishockeyspieler) (* 1971), schwedischer Eishockeyspieler
- Fredrik Nilsson (Schiedsrichter), schwedischer Fußballschiedsrichter
- Frida Nilsson (* 1979), schwedische Autorin von Kinderbüchern

### G
- Göran Nilsson (Kameramann) (1946–2012), schwedischer Kameramann, Drehbuchautor, Filmregisseur und -produzent
- Göran Nilsson (Eishockeyspieler) (* 1956), schwedischer Eishockeyspieler
- Göran Axel-Nilsson (1907–1999), schwedischer Kunsthistoriker
- Gunnar Nilsson (Boxer) (1923–2005), schwedischer Boxer
- Gunnar Nilsson (Rennfahrer) (1948–1978), schwedischer Autorennfahrer
- Gustaf Nilsson (Politiker, 1869–1944) (1869–1944), schwedischer Reichstagsabgeordneter
- Gustaf Nilsson (Schauspieler) (1876–1926), schwedischer Schauspieler
- Gustaf Nilsson (Politiker, 1880–1926) (1880–1926), schwedischer Reichstagsabgeordneter
- Gustaf Nilsson (Ringer) (1899–1980), schwedischer Ringer und Olympionike
- Gustaf Nilsson (Politiker, 1900–1977) (1900–1977), schwedischer Reichstagsabgeordneter
- Gustaf Nilsson (Fußballspieler, 1922–2004) (1922–2004), schwedischer Fußballspieler
- Gustaf Nilsson (Fußballspieler, 1997) (* 1997), schwedischer Fußballspieler

### H
- Håkan Nilsson (* 1980), schwedischer Radrennfahrer
- Hans Nilsson-Ehle (1910–1983), schwedischer Romanist und Linguist
- Hardy Nilsson (* 1947), schwedischer Eishockeytrainer
- Harry Nilsson (Fußballspieler) (1916–1993), schwedischer Fußballspieler
- Harry Nilsson (1941–1994), US-amerikanischer Songwriter, Sänger, Pianist und Gitarrist
- Helen Nilsson (* 1970), schwedische Fußballspielerin
- Henrik Nilsson (Ruderer) (* 1969), schwedischer Ruderer
- Henrik Nilsson (Eishockeyspieler, 1970) (Sven Arne Henrik Nilsson; * 1970), schwedischer Eishockeyspieler
- Henrik Nilsson (Fußballspieler) (Lars Henrik Nilsson; * 1972), schwedischer Fußballspieler
- Henrik Nilsson (Kanute) (Hans Henrik Nilsson; * 1976), schwedischer Kanute
- Henrik Nilsson (Eishockeyspieler, 1991) (* 1991), ungarisch-schwedischer Eishockeyspieler
- Herman Nilsson-Ehle (1873–1949), schwedischer Physiologe und Pflanzenzüchter
- Hilda Nilsson (1876–1917), schwedische Serienmörderin
- Hille Nilsson (1905–1961), schwedischer Tischtennisspieler

### I
- Ida Nilsson (* 1981), schwedische Athletin
- Inge Nilsson (1926–2017), schwedischer Sprinter
- Ingeborg Nilsson (1924–1995), norwegische Eiskunstläuferin
- Inger Nilsson (* 1959), schwedische Schauspielerin
- Ivar Nilsson (1933–2019), schwedischer Eisschnellläufer

### J
- Jacob Nilsson (* 1993), schwedischer Eishockeyspieler
- Jan Nilsson (Rennrodler) (Jan Ragnar Nilsson; * 1947), schwedischer Rennrodler
- Jan Nilsson (Rennfahrer) (Jan „Flash“ Nilsson; * 1960), schwedischer Automobilrennfahrer
- Janne Nilsson (Politiker) (1882–1938), schwedischer Politiker
- Janne Nilsson, Pseudonym von Dagmar H. Mueller (* 1961), deutsche Schriftstellerin
- Jennie Nilsson (* 1972), schwedische Politikerin
- Jens Nilsson (1948–2018), schwedischer Politiker
- Jesse Nilsson (1977–2003), kanadischer Schauspieler
- Joakim Nilsson (Fußballspieler, 1966) (* 1966), schwedischer Fußballspieler
- Joakim Nilsson (Fußballspieler, 1985) (* 1985), schwedischer Fußballspieler
- Joakim Nilsson (Fußballspieler, 1994) (* 1994), schwedischer Fußballspieler
- Johan Nilsson, schwedischer Reichstagspräsident von 1937 bis 1955
- Johanna Nilsson (Autorin) (* 1973), schwedische Autorin
- Johanna Nilsson (Leichtathletin) (* 1983), schwedische Mittel- und Langstreckenläuferin
- John Nilsson (Sportler) (1905–1978), schwedischer Bandy-, Eishockey- und Fußballspieler
- John Nilsson (Fußballspieler) (1908–1987), schwedischer Fußballspieler
- John Nilsson (Radsportler) (* 1978), schwedischer Radsportler
- John Nilsson (Rennrodler) (* 1982), schwedischer Rennrodler
- Jonas Nilsson (* 1963), schwedischer Skirennläufer
- Jonas Nilsson (Ornithologe), schwedisch ecuadorianischer Ornithologe
- Jonathan Nilsson (* 1995), schwedischer Unihockeyspieler
- Jonny Nilsson (1943–2022), schwedischer Eisschnellläufer
- Josefin Nilsson (1969–2016), schwedische Sängerin und Schauspielerin

### K
- Kaj Nilsson (* 1951), deutsch-schwedischer Eishockeyspieler
- Karl-Erik Nilsson (Ringer) (1922–2017), schwedischer Ringer
- Karl-Erik Nilsson (Schiedsrichter) (* 1957), schwedischer Fußballschiedsrichter, Präsident des Schwedischen Fußballverbandes
- Kent Nilsson (* 1956), schwedischer Eishockeyspieler
- Kim Nilsson (* 1988), schwedischer Unihockeyspieler
- Kirsten Nilsson (Karl Erick Böttcher; 1931–2017), transsexuelle Bühnenkünstlerin und Sexarbeiterin
- Kjell Nilsson (Gewichtheber) (* 1949), schwedischer Gewichtheber und Schauspieler
- Kjell Nilsson (Radsportler) (* 1962), schwedischer Radrennfahrer
- Kjell-Åke Nilsson (* 1942), schwedischer Hochspringer

### L
- Lars Nilsson (Flötist), schwedischer Flötist
- Lars Nilsson (Fußballspieler) (* 1982), schwedischer Fußballspieler
- Lars Albert Nilsson (1860–1906), schwedischer Botaniker
- Lars-Göran Nilsson (Eishockeyspieler) (* 1944), schwedischer Eishockeyspieler
- Lars-Göran Nilsson (Psychologe), schwedischer Psychologe
- Lars-Oscar Nilsson (* um 1936), schwedischer Fußballtrainer
- Lennart Nilsson (Leichtathlet) (1914–1991), schwedischer Mittelstreckenläufer
- Lennart Nilsson (Fotograf) (1922–2017), schwedischer Fotograf und Filmemacher
- Lennart Nilsson (Fußballspieler) (* 1959), schwedischer Fußballspieler
- Leo Nilsson (* 1939), schwedischer Komponist, Pianist und Organist
- Leopoldo Torre Nilsson (1924–1978), argentinischer Schriftsteller und Drehbuchautor
- Lina Nilsson (* 1987), schwedische Fußballspielerin
- Linn Nilsson (* 1990), schwedische Leichtathletin
- Lucas Nilsson (* 1973), schwedischer Fußballspieler
- Lukas Nilsson (* 1996), schwedischer Handballspieler

### M
- Madeleine Nilsson (* 1991), schwedische Leichtathletin
- Magnus Nilsson (Leichtathlet) (1888–1958), schwedischer Leichtathlet
- Magnus Nilsson (Schauspieler) (* 1947), schwedischer Schauspieler
- Magnus Nilsson (Eishockeyspieler) (* 1978), schwedischer Eishockeyspieler
- Magnus Nilsson (Koch) (* 1984), schwedischer Koch
- Maj-Britt Nilsson (1924–2006), schwedische Schauspielerin
- Maja Nilsson (* 1999), schwedische Hochspringerin
- Malin Nilsson (* 1973), schwedische Schwimmerin
- Marcus Nilsson (Fußballspieler) (* 1988), schwedischer Fußballspieler
- Marcus Nilsson (Leichtathlet) (* 1991), schwedischer Zehnkämpfer
- Marcus Nilsson (Eishockeyspieler) (* 1991), schwedischer Eishockeyspieler
- Martin Persson Nilsson (1874–1967), schwedischer Klassischer Philologe und Religionshistoriker
- Mats Nilsson (* 1956), schwedischer General
- Mattias Nilsson (Sänger) (* 1973), schwedischer Sänger (Bariton)
- Mattias Nilsson (Fußballspieler, 1973) (* 1973), schwedischer Fußballspieler
- Mattias Nilsson (Biathlet) (Mattias Nilsson Jr.; * 1982), schwedischer Biathlet
- Mattias Nilsson (Eishockeyspieler) (* 1988), schwedischer Eishockeyspieler
- Mattias Nilsson (Fußballspieler, 1999) (* 1999), schwedischer Fußballtorhüter
- May Nilsson (1921–2009), schwedische Skirennläuferin
- Michael Nilsson (auch Mikael Nilsson; * 1971), schwedischer Karambolagespieler

- Mikael Nilsson (Schiedsrichter) (* 1958), schwedischer Fußballschiedsrichter
- Mikael Nilsson (Fußballspieler, 1968) (* 1968), schwedischer Fußballspieler
- Mikael Nilsson (Fußballspieler, 1978) (* 1978), schwedischer Fußballspieler
- Mimi Nilsson (* um 1935), kanadische Badmintonspielerin
- Molly Nilsson (* 1984), schwedische Sängerin
- Moni Nilsson-Brännström (* 1955), schwedische Schriftstellerin

### N
- Nils Nilsson (Informatiker) (1933–2019), US-amerikanischer Informatiker
- Nils Nilsson (Eishockeyspieler) (1936–2017), schwedischer Eishockeyspieler
- Nils Nilsson (Spieleautor), Spieleautor

### O
- Ola Nilsson (* 1973), schwedischer Fußballspieler
- Ola Nilsson (Rennfahrer) (* 1987), schwedischer Automobilrennfahrer
- Oscar Nilsson-Julien (* 2002), britischer Radrennfahrer
- Otto Nilsson (1879–1960), schwedischer Leichtathlet
- Ove Nilsson (Fußballspieler) (1918–2010), schwedischer Fußballtorwart
- Ove Nilsson (Ruderer) (1928–2013), schwedischer Ruderer

### P
- Patrik Nilsson (* 1991), schwedischer Triathlet
- Paul Nilsson (1866–1951), schwedischer evangelisch-lutherischer Theologe, Pfarrer und Kirchenlieddichter
- Per Nilsson (Turner) (1890–1964), schwedischer Turner
- Per Nilsson (Leichtathlet) (* 1953), schwedischer  Kugelstoßer
- Per Nilsson (Schriftsteller) (* 1954), schwedischer  Schriftsteller
- Per Nilsson (Gitarrist) (* 1974), schwedischer Gitarrist
- Per Nilsson (Fußballspieler) (* 1982), schwedischer Fußballspieler
- Per Anders Nilsson (* 1954), schwedischer Musiker und Hochschullehrer
- Peter Nilsson (Fußballspieler, 1958) (* 1958), schwedischer Fußballspieler
- Peter Nilsson (Eishockeyspieler) (* 1962), schwedischer Eishockeyspieler
- Peter Nilsson (Schriftsteller), schwedischer Schriftsteller
- Peter Nilsson (Tischtennisspieler) (* 1973), schwedischer Tischtennisspieler
- Peter Nilsson (Schlagzeuger) (* 1976), schwedischer Jazzmusiker
- Peter Nilsson (Fußballspieler, 1987) (* 1987), schwedischer Fußballspieler
- Petter Nilsson (* 1987), schwedischer Unihockeyspieler

### R
- Rebecca Nilsson (* 1998), schwedische Handballspielerin
- Robert Nilsson (* 1985), schwedischer Eishockeyspieler
- Roland Nilsson (Leichtathlet, 1924) (1924–2014), schwedischer Kugelstoßer und Diskuswerfer
- Roland Nilsson (Leichtathlet, 1948) (* 1948), schwedischer Geher
- Roland Nilsson (* 1963), schwedischer Fußballspieler und -trainer
- Rune Nilsson, schwedischer Radsportler

### S
- Sandra Nilsson (* 1986), schwedisches Model und Playmate
- Sigurd Nilsson (1910–1972), schwedischer Skilangläufer
- Stefan Nilsson (Leichtathlet) (* 1954), schwedischer Sprinter
- Stefan Nilsson (Komponist) (1955–2023), schwedischer Komponist
- Stefan Nilsson (Eishockeyspieler, 1961) (* 1961), schwedischer Eishockeyspieler
- Stefan Nilsson (Eishockeyspieler, 1965) (* 1965), schwedischer Eishockeyspieler
- Stefan Nilsson (Eishockeyspieler, Februar 1968) (* 1968), schwedischer Eishockeyspieler
- Stefan Nilsson (Eishockeyspieler, April 1968) (* 1968), schwedischer Eishockeyspieler
- Stefan Nilsson (Eishockeyspieler, September 1968) (auch Steffan Nilsson; * 1968), schwedischer Eishockeyspieler
- Stefan Nilsson (Eishockeyspieler, 1975) (* 1975), schwedischer Eishockeyspieler
- Stefan Nilsson (Sportschütze) (* 1990), schwedischer Sportschütze
- Stellan Nilsson (1922–2003), schwedischer Fußballspieler
- Stina Nilsson (* 1993), schwedische Skilangläuferin
- Sven Nilsson (Naturforscher) (1787–1883), schwedischer Naturhistoriker, Naturwissenschaftler und Ornithologe
- Sven Nilsson (Sänger) (1898–1970), schwedischer Sänger (Bass) und Schauspieler
- Sven Nilsson (Biathlet), schwedischer Biathlet
- Sven-Åke Nilsson (* 1951), schwedischer Radsportler
- Sven-Axel Nilsson (1874–1940), deutscher maritimer Kunstmaler und Lotse
- Sven Gösta Nilsson (1927–1979), schwedischer Physiker

### T
- Tage A. Nilsson (1905–1986), schwedischer Geologe
- Tina Nilsson, schwedische Fußballspielerin
- Tommy Nilsson (* 1960), schwedischer Pop-Rock-Sänger
- Tor Nilsson (1919–1989), schwedischer Ringer
- Torbjörn Nilsson (* 1954), schwedischer Fußballspieler und -trainer
- Torsten Nilsson (1905–1997), schwedischer Politiker (Sveriges socialdemokratiska arbetareparti)

### U
- Ulf Nilsson (Autor) (1948–2021), schwedischer Schriftsteller
- Ulf Nilsson (* 1950), schwedischer Eishockeyspieler

### V
- Vera Nilsson (1888–1979), schwedische Malerin und Illustratorin

### W
- Wilhelm Nilsson (* 1994), schwedischer Volleyballspieler